# Kanzel (Burghagel)

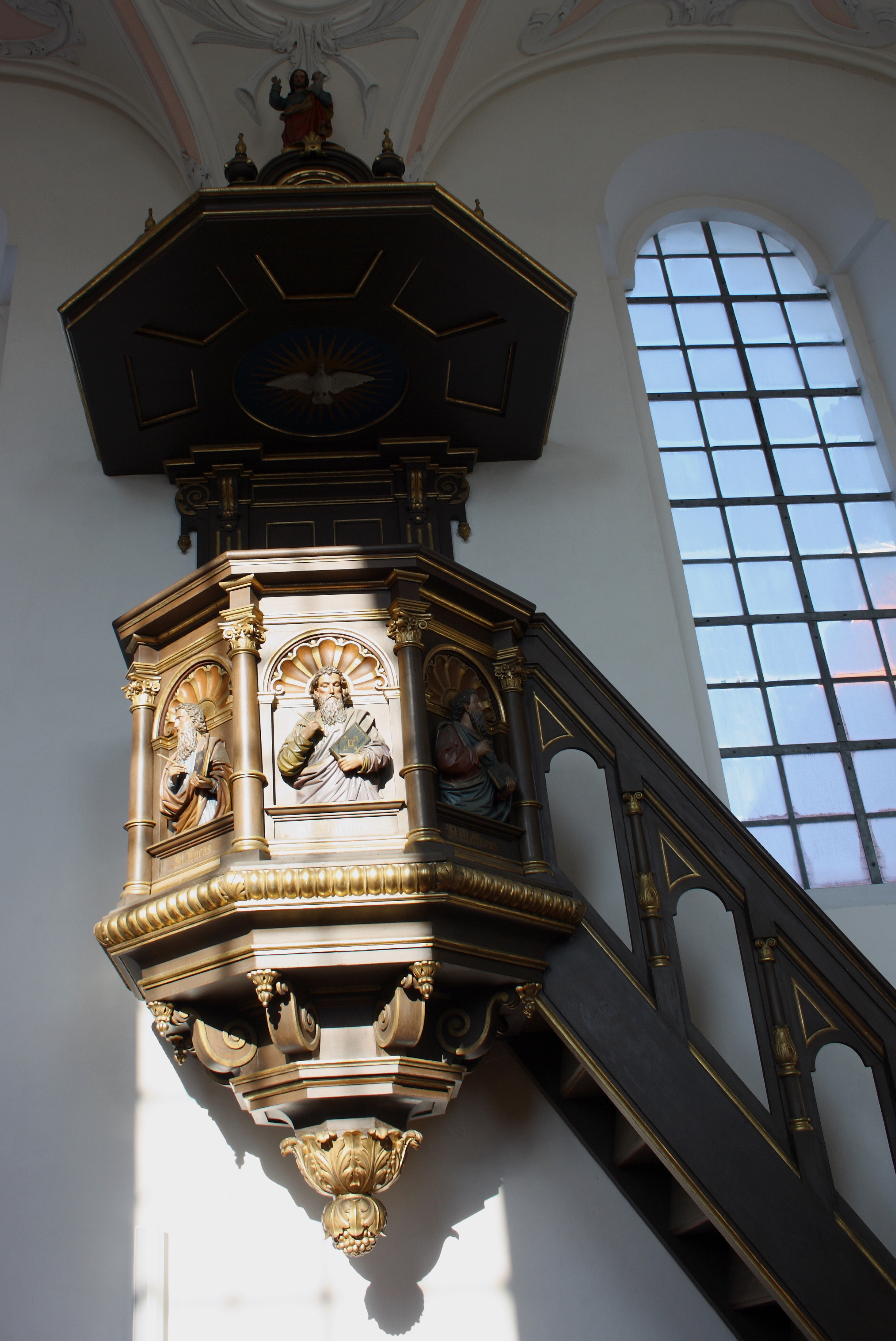
Kanzel in Burghagel

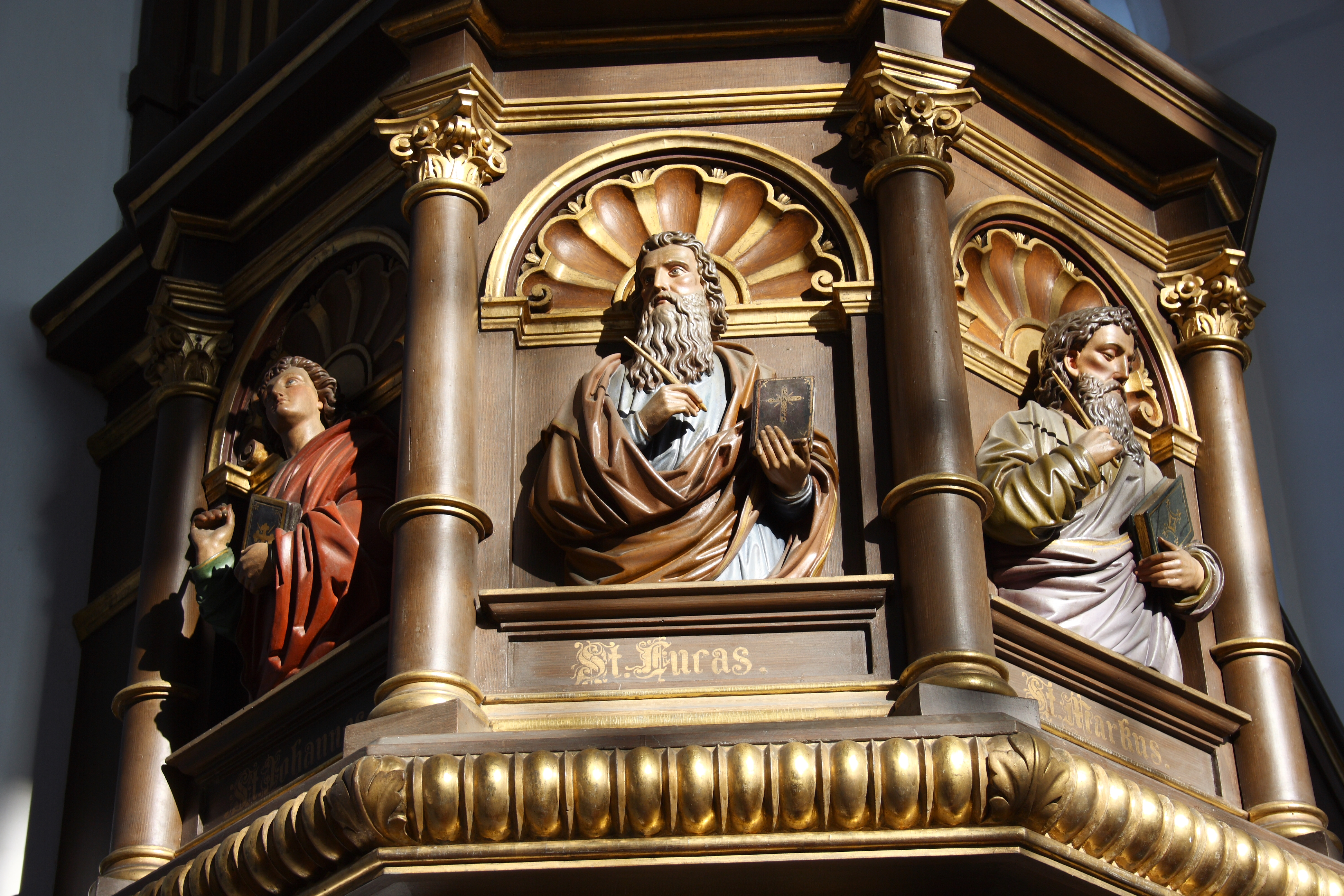
Kanzelkorb mit Figuren der vier Evangelisten

Die Kanzel in der katholischen Pfarrkirche St. Peter in Burghagel, einem Gemeindeteil von Bachhagel im Landkreis Dillingen an der Donau im bayerischen Regierungsbezirk Schwaben, wurde 1887 geschaffen. Die Kanzel ist ein Teil der als Baudenkmal geschützten Kirchenausstattung.
Die Kanzel aus Holz im Stil des Neubarocks besitzt einen fünfeckigen Kanzelkorb, in dessen vier Nischen Skulpturen der Evangelisten stehen. Die Ecken werden von Säulen mit korinthischen Kapitellen geschmückt.
Der Schalldeckel wird von der Skulptur des Guten Hirten bekrönt, an der Unterseite ist die Heiliggeisttaube zu sehen.